# Bhati
Bhati es una ciudad censal situada en el distrito de Delhi sur,  en el territorio de la capital nacional,  Delhi (India). Su población es de 18864 habitantes (2011). 

## Demografía
Según el censo de 2011 la población de Bhati era de 18864 habitantes, de los cuales 10114 eran hombres y 8750 eran mujeres. Bhati tiene una tasa media de alfabetización del 65,24%, inferior a la media estatal del 86,21%: la alfabetización masculina es del 75,16%, y la alfabetización femenina del 53,66%.